# Phong trào Boogaloo

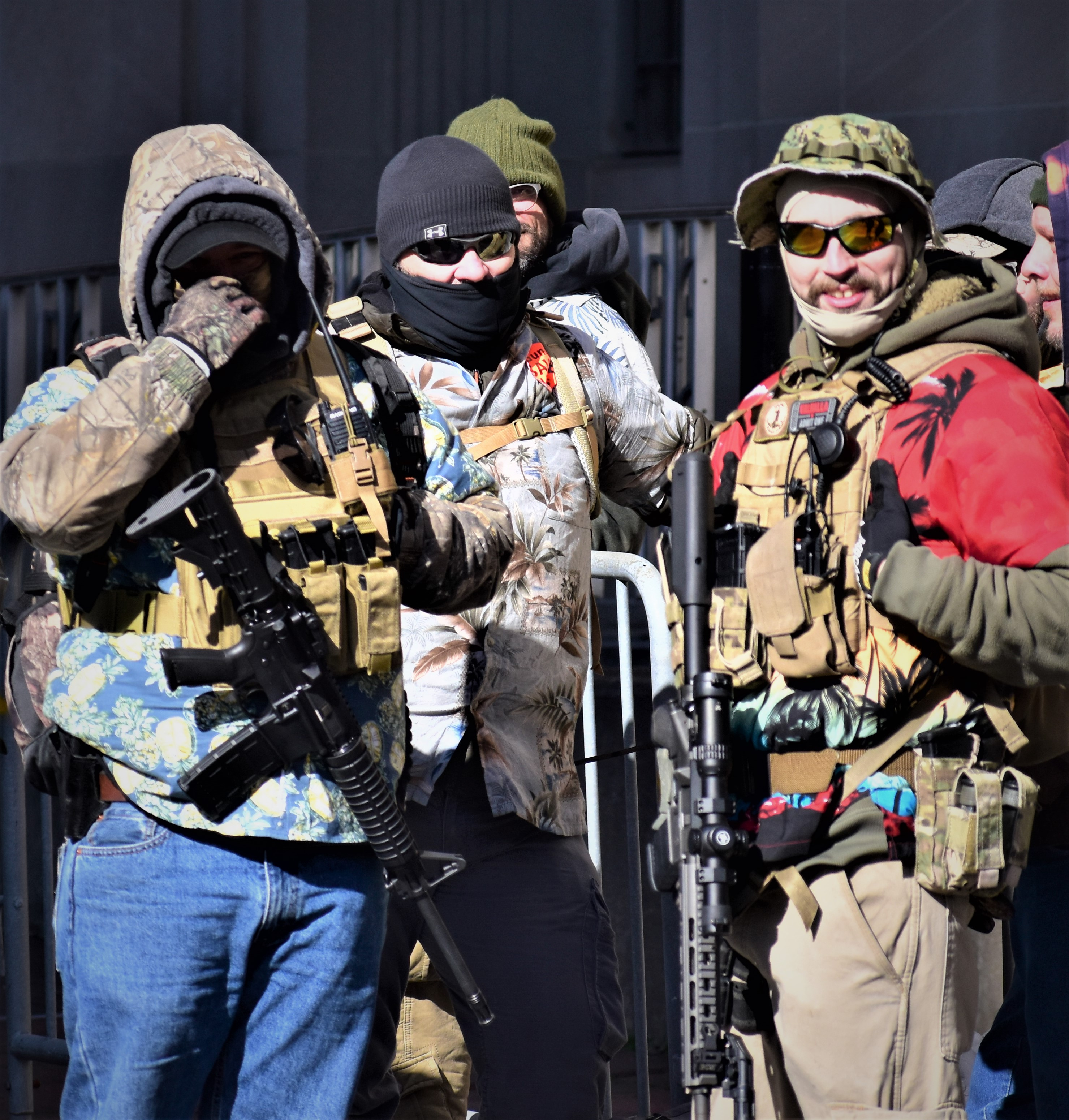
Các thành viên của phong trào boogaloo thường mặc áo sơ mi Hawaii cùng với đồng phục quân đội chiến đấu để tự nhận diện nhóm mình trong các cuộc biểu tình, chẳng hạn như cuộc biểu tình về quyền sử dụng súng trong Ngày VCDL Lobby năm 2020 tại Richmond, Virginia.

Phong trào boogaloo, các thành viên của nó  thường được gọi là boogaloo boys hay boogaloo bois, là một phong trào người Mỹ tổ chức lỏng lẻo cực hữu cực đoan. Các thành viên thường xác định mình là một  dân quân tự do cá nhân, và nói rằng họ đang chuẩn bị cho một cuộc nội chiến thứ hai sắp tới của Mỹ, mà họ gọi là "boogaloo". Việc sử dụng rộng rãi thuật ngữ này từ cuối năm 2019 và các thành viên sử dụng thuật ngữ này (bao gồm các biến thể, để tránh các cuộc đàn áp của truyền thông xã hội), để chỉ các cuộc nổi dậy bạo lực chống lại chính phủ liên bang hoặc các đối thủ chính trị cánh tả.
Phong trào này bao gồm các nhóm chống chính phủ và chống thực thi pháp luật, cũng như các nhóm Người da trắng thượng đẳng, những người đặc biệt tin rằng tình trạng bất ổn sẽ đưa đến một cuộc chiến tranh chủng tộc. Các nhóm trong phong trào boogaloo chủ yếu tổ chức trực tuyến (đặc biệt là trên Facebook), nhưng đã xuất hiện cá nhân tại các sự kiện trực tiếp bao gồm các cuộc biểu tình chống phong tỏa năm 2020 của Hoa Kỳ và các cuộc biểu tình George Floyd tháng 5 năm 2020, thường được xác định bởi trang phục của họ như áo sơ mi Hawaii và đồng phục quân đội chiến đấu.
Vào tháng 5 năm 2020, Facebook hạn chế các hoạt động và khả năng hiển thị của phong trào trên các nền tảng truyền thông xã hội của mình.